# ルイス・カレーラス
ルイス・カレーラス・フェレール（Lluís Carreras Ferrer、1972年9月24日- ） は、スペイン出身の元サッカー選手、指導者。現役時代のポジションは左サイドバック。

## 選手経歴
バルセロナ近郊のサン・ポル・ダ・マールで生まれる。FCバルセロナの下部組織でユース期を過ごし、1993年にトップチームでデビューした。バルセロナでの出場機会は限られたものであったが、その後移籍したマヨルカや、当時2部に所属していたアトレチコ・マドリードでは中心選手として活躍し、2007年のアラベスでのプレーを最後に引退した。

## 指導者経歴
現役引退後の2008年よりテルセーラ・ディビシオン（スペイン4部相当）に所属するアラベスのBチームでアシスタントコーチとなり、チームがアラバ県リーグへ降格した2009年より監督に就任した。翌2010年にはセグンダ・ディビシオンB（3部相当）に所属するサバデルの監督に就任。サバデルでは就任1年目でグループ3（東地区リーグ）を優勝し、その後の2シーズンをセグンダ・ディビシオン（2部）で指揮した。
2013年にサバデルでの長期政権を終えたカレーラスは、2014年の古巣マヨルカを皮切りにサラゴサ、ジムナスティック、サガン鳥栖と監督を歴任するが、いずれも短期間でその職を追われている。2017年に2年契約を結んだジムナスティックでは開幕からわずか5試合で、続く2019年の鳥栖では同じく10試合で解任された。

## 監督成績
2019年4月24日現在
| クラブ           | 就任           | 退任          | 記録 | 記録 | 記録 | 記録 | 記録 | 記録 | 記録 | 記録   |
| クラブ           | 就任           | 退任          | 試   | 勝   | 分   | 敗   | 得   | 失   | 差   | 勝率   |
| ---------------- | -------------- | ------------- | ---- | ---- | ---- | ---- | ---- | ---- | ---- | ------ |
| アラベス B       | 2009年2月12日  | 2010年6月29日 | 48   | 21   | 10   | 17   | 86   | 51   | +35  | 043.75 |
| サバデル         | 2010年6月29日  | 2013年5月30日 | 129  | 46   | 37   | 46   | 146  | 162  | −16  | 035.66 |
| マヨルカ         | 2014年2月26日  | 2014年5月20日 | 12   | 2    | 4    | 6    | 8    | 15   | −7   | 016.67 |
| サラゴサ         | 2015年12月27日 | 2016年6月6日  | 24   | 10   | 7    | 7    | 31   | 29   | +2   | 041.67 |
| ジムナスティック | 2017年6月22日  | 2017年9月9日  | 5    | 0    | 2    | 3    | 2    | 9    | −7   | 000.00 |
| サガン鳥栖       | 2018年12月22日 | 2019年4月24日 | 12   | 2    | 2    | 8    | 4    | 17   | −13  | 016.67 |
| 合計             | 合計           | 合計          | 230  | 81   | 62   | 87   | 277  | 283  | −6   | 035.22 |

## タイトル

### 選手時代
FCバルセロナ
- プリメーラ・ディビシオン:1回（1992-93）

RCDマヨルカ
- スーペルコパ・デ・エスパーニャ:1回（1998）